# Rally de Valais de 2013
El Rally de Valais de 2013 oficialmente 54. Rallye International du Valais 2013, fue la edición 54.ª y la decimosegunda y última ronda de la temporada 2013 del Campeonato de Europa de Rally. Se celebró del 1 al 9 de noviembre.
El ganador fue el piloto de Škoda, Esapekka Lappi, que logró su primera victoria en una prueba de asfalto del campeonato europeo y la segunda después de haber conseguido su primera en el Rally de Polonia de 2012. Segundo fue el piloto local Olivier Burri a bordo del Ford Fiesta RRC y tercero el irlandés Craig Breen con el Peugeot 207 S2000, piloto que tuvo que remontar varios puestos después de la penalización sufrida el primer día de carrera. El francés Jérémi Ancian sufrió la misma situación pero después de varios pinchazos solo pudo ser cuarto a pesar de marcar seis scratch.

## Itinerario
| Día   | Tramo | Nombre           | Distancia | Hora  | Ganador        | Tiempo  | Veloc. media | Líder rally    |
| ----- | ----- | ---------------- | --------- | ----- | -------------- | ------- | ------------ | -------------- |
| Día 1 | SS1   | Crans-Montana    | 11.66 km  | 14:15 | Craig Breen    | 7:26.1  | 94.1 km/h    | Craig Breen    |
| Día 1 | SS2   | Anzère           | 12.96 km  | 15:15 | Craig Breen    | 8:54.0  | 87.4 km/h    | Andreas Aigner |
| Día 1 | SS3   | Les Casernes 1   | 6.18 km   | 16:00 | Esapekka Lappi | 5:48.8  | 63.8 km/h    | Andreas Aigner |
| Día 2 | SS4   | Vercorin 1       | 26.58 km  | 09:45 | Jérémi Ancian  | 15:26.1 | 103.3 km/h   | Esapekka Lappi |
| Día 2 | SS5   | Veysonnaz 1      | 13.62 km  | 10:55 | Jérémi Ancian  | 7:52.2  | 103.8 km/h   | Esapekka Lappi |
| Día 2 | SS6   | Nendaz 1         | 12.08 km  | 11:15 | Jérémi Ancian  | 6:54.4  | 104.9 km/h   | Esapekka Lappi |
| Día 2 | SS7   | Vercorin 2       | 26.58 km  | 13:40 | Esapekka Lappi | 15:04.1 | 105.8 km/h   | Esapekka Lappi |
| Día 2 | SS8   | Veysonnaz 2      | 13.62 km  | 14:50 | Esapekka Lappi | 7:40.9  | 106.4 km/h   | Esapekka Lappi |
| Día 2 | SS9   | Nendaz 2         | 12.08 km  | 15:10 | Jérémi Ancian  | 6:43.0  | 107.9 km/h   | Esapekka Lappi |
| Día 2 | SS10  | Les Casernes 2   | 6.18 km   | 16:00 | Jan Orsák      | 5:43.3  | 64.8 km/h    | Esapekka Lappi |
| Día 3 | SS11  | Champex 1        | 9.53 km   | 09:40 | Craig Breen    | 6:44.4  | 84.8 km/h    | Esapekka Lappi |
| Día 3 | SS12  | Bruson 1         | 16.96 km  | 10:25 | Craig Breen    | 14:16.6 | 71.3 km/h    | Esapekka Lappi |
| Día 3 | SS13  | Verbier 1        | 15.52 km  | 10:55 | Jérémi Ancian  | 11:02.5 | 84.3 km/h    | Esapekka Lappi |
| Día 3 | SS14  | Le Cols          | 37.13 km  | 11:35 | Craig Breen    | 24:10.8 | 92.1 km/h    | Esapekka Lappi |
| Día 3 | SS15  | Champex 2        | 9.53 km   | 13:35 | Craig Breen    | 6:39.8  | 85.8 km/h    | Esapekka Lappi |
| Día 3 | SS16  | Bruson 2         | 16.96 km  | 14:20 | Esapekka Lappi | 13:55.1 | 73.1 km/h    | Esapekka Lappi |
| Día 3 | SS17  | Verbier 2        | 15.52 km  | 14:50 | Jérémi Ancian  | 10:51.8 | 85.7 km/h    | Esapekka Lappi |
| Día 3 | SS18  | Col des Planches | 25.15 km  | 15:30 | Esapekka Lappi | 16:38.1 | 90.7 km/h    | Esapekka Lappi |

## Clasificación final
| Pos. | Piloto          | Copiloto                 | Automóvil             | Tiempo    | Diferencia |
| ---- | --------------- | ------------------------ | --------------------- | --------- | ---------- |
| 1.   | Esapekka Lappi  | Janne Ferm               | Škoda Fabia S2000     | 3:13:42.8 | 0.0        |
| 2.   | Olivier Burri   | André Saucy              | Ford Fiesta RRC       | 3:17:11.0 | +3:28.2    |
| 3.   | Craig Breen     | Lara Vanneste            | Peugeot 207 S2000     | 3:17:19.0 | +3:36.2    |
| 4.   | Jérémi Ancian   | Olivier Vitrani          | Peugeot 207 S2000     | 3:20:04.6 | +6:21.8    |
| 5.   | Jaroslav Orsák  | Lukáš Kostka             | Škoda Fabia S2000     | 3:20:09.5 | +6:26.7    |
| 6.   | Nicolas Althaus | Alain Ioset              | Peugeot 207 S2000     | 3:20:25.7 | +6:42.9    |
| 7.   | Florian Gonon   | Michel Horgnies          | Subaru Impreza STi R4 | 3:21:30.5 | +7:47.7    |
| 8.   | Pascal Perroud  | Quentin Marchand         | Peugeot 207 S2000     | 3:26:58.7 | +13:15.9   |
| 9.   | Sylvain Michel  | Sandra Arlettaz-Schmidly | Citroën DS3 R3T       | 3:27:00.5 | +13:17.7   |
| 10.  | Romain Salinas  | Benjamin Micheli         | Renault Mégane RS     | 3:27:55.2 | +14:12.4   |

| Predecesor: San Remo 2013 | ERC 2013 | Sucesor: - |